# كالي جرونديل
كالي جرونديل مواليد 2 أكتوبر 1948، هو سائق راليات سويدي سابق بدأ مسيرته في سنة 1977. كان أول رالي له هو رالي السويد 1977. شارك في بطولة العالم للراليات. صعد على المنصة مرة واحدة خلال مسيرته.

## فرق مثلها
- فولكس فاجن
- شركة فورد
- لانشيا

## روابط خارجية
- كالي جرونديل على موقع eWRC-results.com (الإنجليزية)